# Sektion Nürnberg des Deutschen Alpenvereins
Der Deutsche Alpenverein Sektion Nürnberg e. V. (kurz DAV Nürnberg) ist mit 13.487 Mitgliedern (Stand: 31. Dezember 2024) einer der größten Sportvereine Deutschlands und auf Platz 17 der größten Sektionen des Deutschen Alpenvereins. In Nürnberg ist die Sektion der drittgrößte Sportverein nach dem 1. FC Nürnberg mit über 37.000 Mitgliedern und dem Post SV Nürnberg mit 16.000 Mitgliedern.

## Geschichte
Bereits im Jahr der Gründung des Deutschen Alpenvereins in München wurde in Nürnberg am 14. Dezember 1869 durch Eduard Beierlacher, einem praktischen Arzt in Nürnberg, und weitere zehn Bergfreunde die Sektion Nürnberg gegründet. Dies war die zehnte Gründung einer Sektion in Deutschland nach der Sektion München. Die Sektion Nürnberg bezeichnet sich selbst als „Mitgründungssektion“ des Deutschen Alpenvereins (DAV).
Der im Jahr 1873 erfolgte Zusammenschluss mit dem schon im Jahr 1862 gegründeten Österreichischen Alpenverein machte die Sektion zum Mitglied des Deutschen und Österreichischen Alpenvereins. In der Generalversammlung vom 16. Juni 1874 wurde der Grundstein für die Sektionsbibliothek gelegt. Im Jahr 1875 fand das erste Winterfest statt. Im selben Jahr wurden die Satzungen der Sektion abgeändert und wesentlich erweitert, eine Veränderung ergab die Beitrittsmöglichkeit von Minderjährigen, bei der Zustimmung von zwei Dritteln der Mitglieder. Am 8. November 1881 wurde die Sektion in das Vereinsregister eingetragen, gleichzeitig wurde die Beitrittsmöglichkeit Minderjähriger aufgehoben.
Seit den Jahren 1881 kann die Sektion Nürnberg auf rege Tätigkeit im Stubaital zurückblicken. Die damaligen Sektionsvorstände waren eifrig bemüht, einen Hüttenplatz zu finden. Im oberen Langental am Fuß der Gamsspitze bei Ranalt ein Ortsteil von Neustift im Stubaital wurde die Sektion fündig und bekam kostenlos einen Platz zur Verfügung gestellt. So konnte am 16. August 1886 eine noch relativ kleine Nürnberger Hütte mit nur 8 Matratzenlagern eingeweiht werden. Erweiterungen der Hütte fanden 1898 und 1907 statt.
Der weiteren Entwicklung der Sektion Nürnberg konnten die in den Jahren 1900 bis 1909 erfolgten Gründungen vier zusätzlicher Alpenvereinssektionen in Nürnberg keinen Schaden zufügen. Vor der Jahrhundertwende gründeten Mitglieder der Sektion eine Vereinigung, die dem Namen der Sektion Nürnberg in Bergsteigerkreisen weit über die Heimat hinaus besonderes Ansehen brachte. Es war die Bergsteigervereinigung Mir san g'stellt. 1896 erwarb die Sektion Nürnberg von der Gemeinde Pozza di Fassa den Baugrund für den Bau einer Schutzhütte im oberen Contrintal. Bereits ein Jahr später konnte die Hütte am 28. Juli 1897 mit dem Namen Contrinhaus zu Füßen des Gran Vernel eröffnet werden.
Große Bedeutung im gesellschaftlichen Leben Nürnbergs errang das Winterfest. Es wurde über viele Jahre in den Räumen des „Apollo Theaters“ abgehalten. Am 18. Oktober 1907 wurde von 15 Sektionsmitgliedern die „Wintersportvereinigung“ gegründet. 1909 wurde der Weg von der Bsuchalm zur Nürnberger Hütte gebaut. Im Jahr 1909 stellte die Verwaltung eine Bürokraft hauptamtlich an, da die anfallende Arbeit nebenberuflich nicht mehr bewältigt werden konnte. 1911 kam die Sektion durch eine Stiftung auch im Frankenjura zu einem Hüttenbesitz. Es war ein Blockhaus im Gebiet des „Schwarzen Brandes“ bei Hirschbach in der Hersbrucker Alb, das besonders für die Pflege eines angelegten Alpenpflanzengartens gedacht war. Nach mehrmaligem Verlegen des Gartens entstand dann die Carl-Semler-Hütte mit dem heute noch bestehenden Alpenpflanzengarten am Südhang des Hohenberg bei Etzelwang. Merklich still wurde es in der Sektion während des Ersten Weltkrieges und in den folgenden Jahren. 1919 wurde die zweite Hauptversammlung des Gesamtvereins in Nürnberg abgehalten.
Erst ab 1924 trat die Sektion in der Öffentlichkeit wieder stärker in Erscheinung. 1925 bildet sich eine Schuhplattlergruppe. Ab 1926 erschienen monatliche Mitteilungen der Sektion. Im selben Jahr wurden auf Kosten der Sektion Kurse zur bergsteigerischen Ausbildung eingeführt. Die „Wintersportvereinigung der Sektion Nürnberg“, wie sie damals genannt wurde, war aktiv. Zur Vorbereitung für die Schneeschuhwanderungen wurden das ganze Jahr hindurch Schwimm- und Leichtathletikstunden abgehalten. Das Faltbootfahren wurde schon zu dieser Zeit eifrig und mit guten Leistungen betrieben.
Die Jahre nach 1933 brachten auch der Sektion viele Hemmnisse und Einschränkungen. Mit dem Jahre 1945 kam die völlige Zerschlagung der Sektion Nürnberg, damit verbunden auch der Verlust der Nürnberger Hütte. Im selben Jahr wurde beim Einmarsch der amerikanischen Besatzungstruppen die Sektion, wie alle deutschen Vereine, verboten. Die Hütten in Österreich wurden beschlagnahmt und vom Österreichischen Alpenverein treuhänderisch verwaltet. Die Wiedergründung einzelner Sektionen ab Winter 1945/46 fand statt. Auch die Sektion in Nürnberg war wieder am Entstehen, erst im Verborgenen, dann offiziell erstand die Sektion Nürnberg wieder. 1952 wurde die am Mühlberg oberhalb Happurg-Thalheim bei Hersbruck stehende Thalheimer Hütte erworben. Sie war 1925 von der alpinen Gesellschaft „Die Lahntaler“ erbaut worden.
Erst 1956 erhielt die Sektion Nürnberg die vom Österreichischen Alpenverein verwaltete Nürnberger Hütte wieder in ihren Besitz. 1957 begannen die Arbeiten an der Egloffsteiner Hütte in Egloffstein-Dietersberg in der Fränkischen Alb. Die Hütteneinweihung fand am 20. Juli 1959 zusammen mit der Sonnwendfeier statt. Später wurde die Hütte in Ossi-Bühler-Hütte, nach Oskar Bühler dem Bergsteiger, umbenannt. Daneben wurde aber auch an dem Aus- und Umbau der Nürnberger Hütte gearbeitet. Eine Materialseilbahn war inzwischen zur leichteren Versorgung der Hütte entstanden, die elektrische Stromversorgung war so nebenbei eine Selbstverständlichkeit geworden. Der Spender bedeutender Geldmittel zum Ausbau der Nürnberger Hütte, Herr Fritz Hintermayr, hat der Sektion große Sorgen genommen.
Die 1952 gegründete Ortsgruppe in Roth spaltete sich 1994 als eigenständige Sektion Roth ab. Ebenfalls trennte sich die 1967 gegründete Ortgruppe in Altdorf 1994 von der Sektion Nürnberg und formierte sich als eigenständige Sektion Altdorf.
Momentan werden vier Hütten unterhalten. Als Vereinsheim dient ein Turm in der nördlichen Stadtmauer mit zwei Räumen und einem gemütlichen Innenhof. Der Jugend der Sektion Nürnberg dient ebenfalls ein Turm in der südlichen Stadtmauer als Treffpunkt, mit einer Boulderwand und einem Gruppenraum.

## Sektionsvorsitzende
Eine chronologische Übersicht über alle Präsidenten der Sektion seit Gründung.
| Amtszeit  | Präsident                             |
| --------- | ------------------------------------- |
| 1869–1871 | Eduard Baierlacher                    |
| 1872–1873 | G. Seelhorst                          |
| 1874–1876 | Heinrich Loschge                      |
| 1876–1891 | Anton Friedrich Freiherr von Tröltsch |
| 1891–1895 | Ludwig Koch                           |
| 1896–1913 | Jobst Ries                            |
| 1914      | Christ. Kittler                       |
| 1915–1933 | Christian Behringer                   |
| 1934–1945 | Josef Belz                            |
| 1945      | Willy Sperling, Jakob Heindel         |
| 1945–1951 | Wilhelm Kraft                         |
| 1952–1958 | Karl Stöhr                            |
| 1959–1961 | Ernst Wolpert                         |

| Amtszeit  | Präsident        |
| --------- | ---------------- |
| 1962–1963 | Wilhelm Galster  |
| 1963–1973 | Reimund Derks    |
| 1974–1981 | Oskar Bühler     |
| 1982–1992 | Alexander Bogsch |
| 1992–1993 | Manfred Armbrust |
| 1993–1994 | Ludwig Schrödel  |
| 1994–1997 | Clemens Kalb     |
| Seit 1997 | Wolfgang Tittus  |

## Mitglieder
| Jahr | Mitglieder |
| ---- | ---------- |
| 1869 | .00011     |
| 1900 | 01.285     |
| 1909 | 01.613     |
| 1929 | 02.760     |
| 1959 | 03.000     |
| 1970 | 04.500     |
| 1994 | 07.000     |
| 2023 | 12.865     |

## Bekannte Mitglieder
- Gustav von Bezold (1848–1934), Architekt und Kunsthistoriker.
- Fritz Hintermayr (1896–1964), Fabrikant, Namengeber der Fritz-Hintermayr-Hütte:[6]
- Fritz Bechtold (1901–1961), Bergsteiger
- Oskar Bühler (1911–2001), Bergsteiger, Kletterer, Kletterführerautor und Erfinder des Bühlerhakens. Er ist nicht nur der Namenspate einer der Hütten der Sektion (Ossi-Bühler-Hütte), er ist auch einer der prominenten Bergsteiger, die die Sektion hatte.
- Harald Biller (1930–1980)
- Hans Seyffert († 1934), Alpenvereinsfunktionär
- Ernst Wolpert, Alpenvereinsfunktionär

## Hütten der Sektion

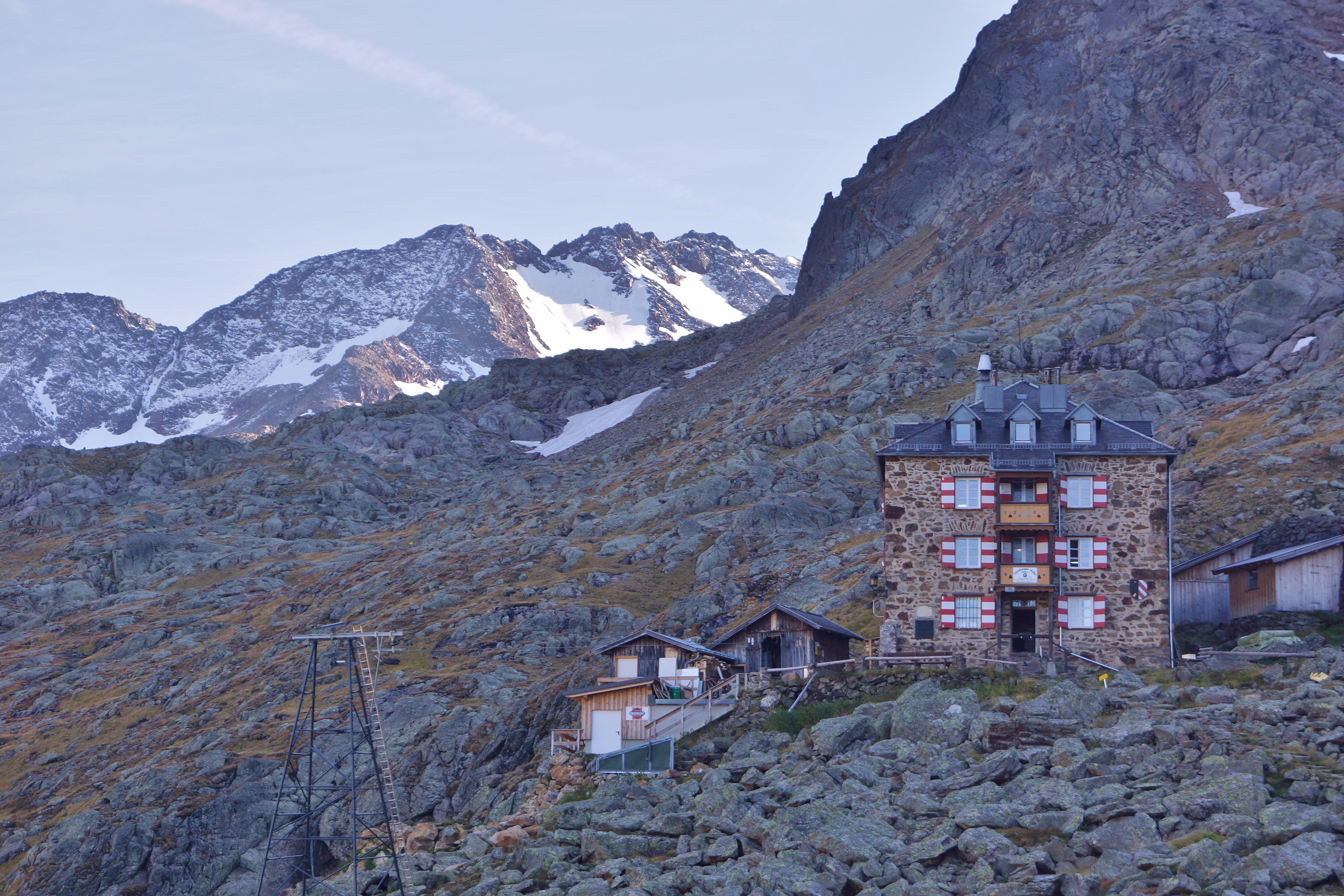
Nürnberger Hütte; Nordseite vom Anstiegsweg mit Blick zur Hohen Wand im Alpenhauptkamm.

Hersbrucker Schweiz
- Carl-Semler-Hütte,[7] 590 m ü. NHN
- Thalheimer Hütte,[8] 520 m ü. NHN

Fränkische Schweiz
- Ossi-Bühler-Hütte,[9] (ehemals „Egloffsteiner Hütte“) 560 m ü. NHN

Stubaier Alpen
- Nürnberger Hütte, 2278 m ü. A. (erbaut 1886)

### Ehemalige Hütte
- Rifugio Contrin, ehemaliges „Contrinhaus“,[10] 2016 m s.l.m. (Marmolatagruppe, Dolomiten)

## JDAV Alpenverein Sektion Nürnberg
Die Jugend des Alpenverein Nürnberg bietet vielseitige Möglichkeiten zur Freizeitgestaltung: vom Alpinklettern über Bergsteigen, Bouldern, Schitouren, Schneeschuhwanderungen, Slackline balancieren, Sportklettern, Eisklettern, Tourenplanung, Wandern werden mit professionellem Wissen angeboten. Erlebnis-Freizeiten und Kurzausflüge gehen in diverse Klettergebiete, in die Alpen und nach ganz Europa.

## Ereignisse
- DAV-Hauptversammlung 1998 in Nürnberg
- Mount-McKinley-Expedition 1990
- Nürnberger Anden-Expedition 1984
- Nürnberger Grönland-Expedition 1978
- Nürnberger Hindukusch-Kundfahrt 1959
- Shisha-Pangma-Expedition 2003
- Ski-Expedition Mustagh Ata 1996

## Kletteranlage
- Kletteranlage der Sektion[12]